# Forcola (escálamo)

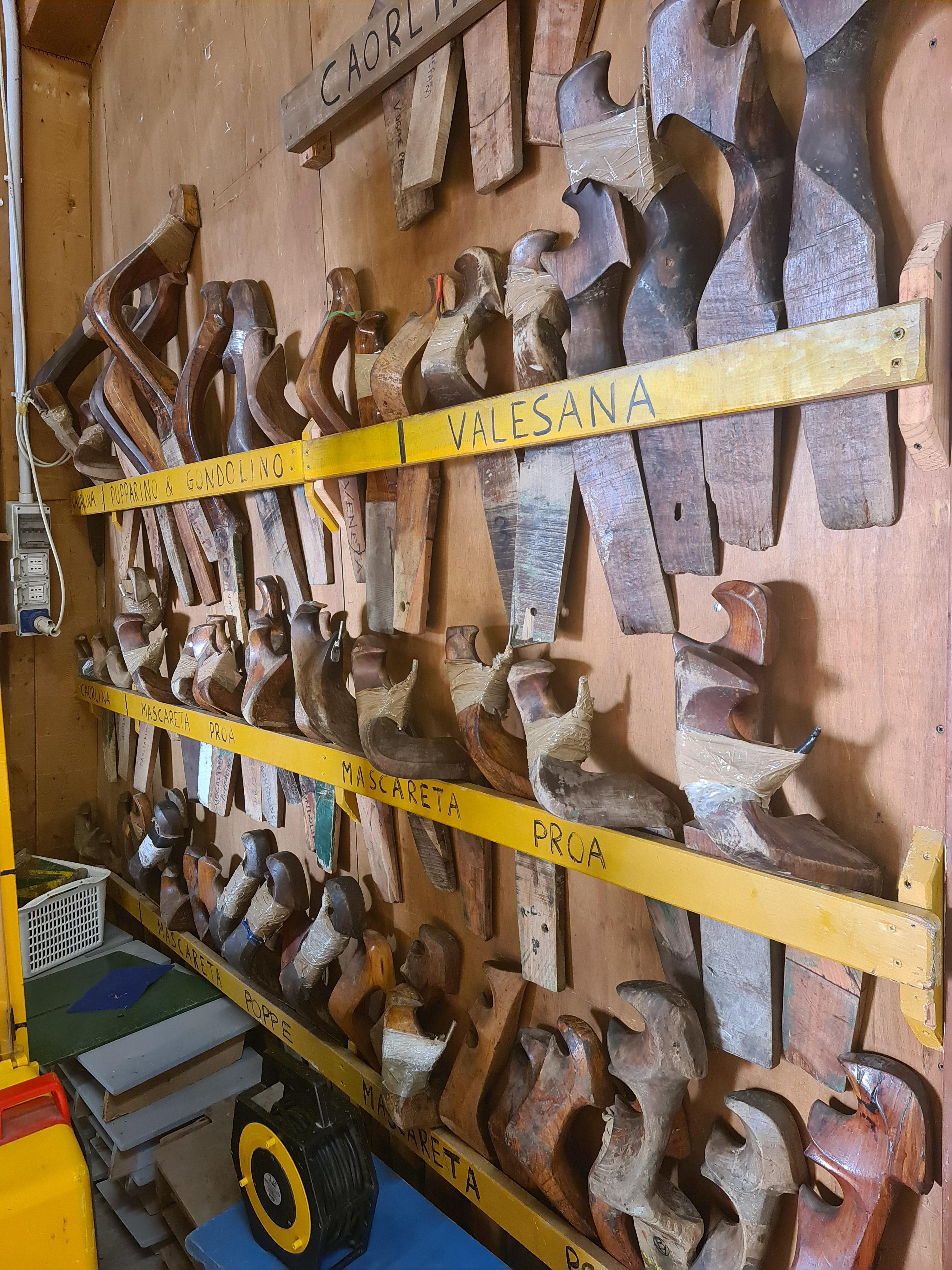
Forcole (escálamos) de muchos tipos diferentes.

La forcola es el instrumento básico para remar con el estilo de la remada veneciana, es decir la voga alla veneta.
La necesidad de remar de una manera particular, llevó a la construcción de escálamo no convencionales llamadas forcola. La forcola es, por tanto, donde se inserta el remo. Los escálamos no son todos iguales y cambian de forma según el tipo de barco (gondola, gondolino, pupparino, mascaretta, caorlina y sándalo) y la posición en la que se debe remar (popa o proa).
Las forcolas y los remos son producidos artesanalmente por una persona llamada remer (remeros).
Estas forcolas se crean en función del tipo de barco y la posición en la que el remador quiera utilizarlo, y también se crea pensando en la persona: su altura, su estilo de remo y si tendrá que utilizar estas forcolas para trabajar o para competir en las regatas.
El trabajo de la persona que fabrica remos, en dialecto veneciano remer, es un trabajo que se transmite de generación en generación, el cual se aprende en las tiendas.
En Venecia hay dos tiendas de remer muy conocidas las cuales sus dueños son Paolo Brandolisio y Saverio Pastor.

### Diferentes tipos de forcolas
La primera gran distinción que podemos hacer es entre las forcolas de proa y las forcolas de popa, que tienen no sólo diferentes medidas sino también una forma diametralmente opuesta. Otra distinción entre las forcolas se hace dependiendo del barco en el que se va a remar.
Generalmente se tallan en madera de nogal debido a sus características, alternativamente otro tipo de madera utilizada es la madera del peral.

#### Forcola de popa

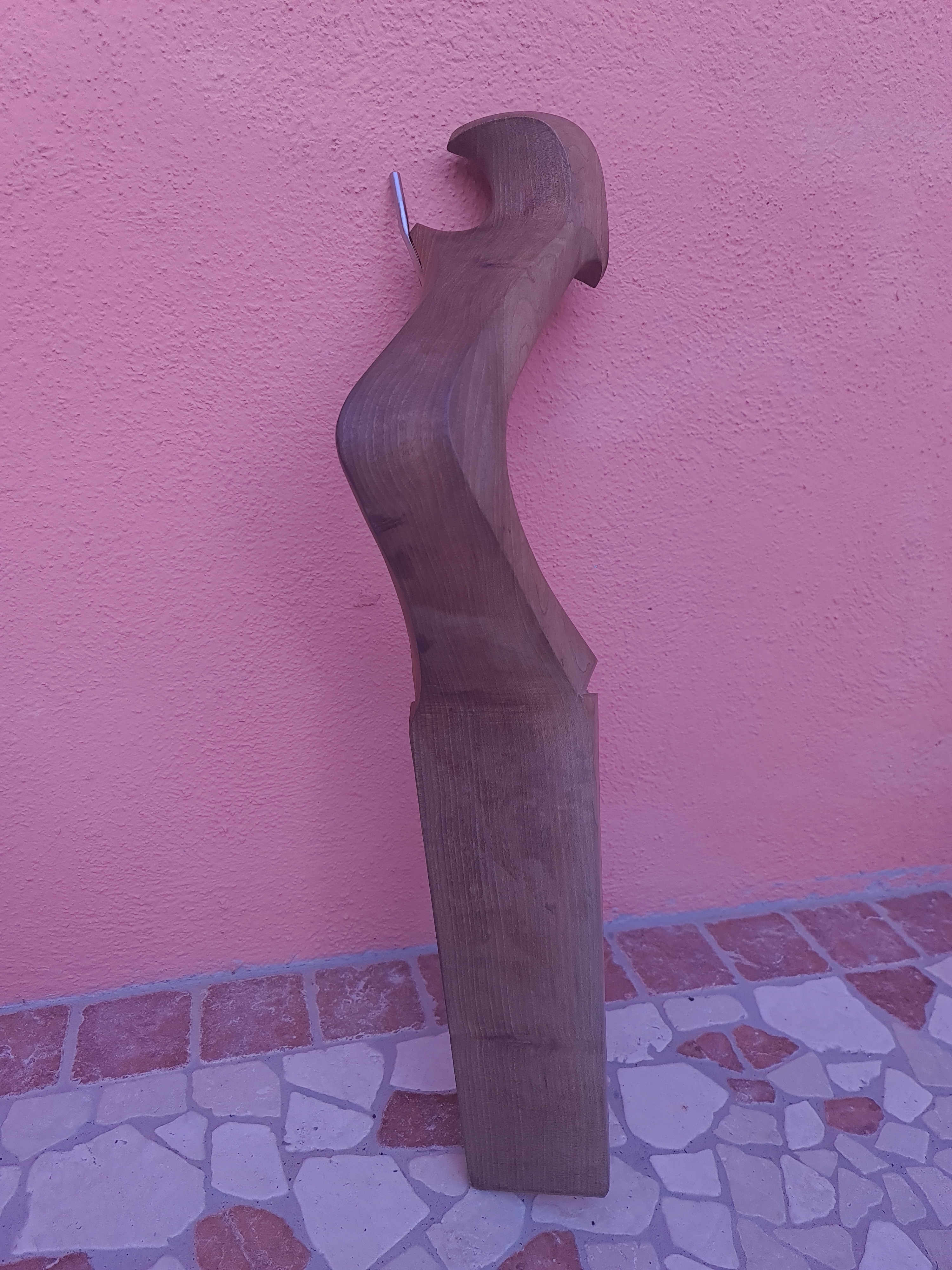
Forcola (escálamo) utilizada a popa del pupparino.

##### Gondola
Es una forcola con múltiples funciones: tiene ocho puntos de apoyo para el remo que se necesitan para hacer diferentes maniobras y poner en marcha el barco.
| Altura                  | Altura del pie | Anchura del pie |
| ----------------------- | -------------- | --------------- |
| desde 52 cm hasta 60 cm | 30 cm          | 14 cm alrededor |

##### Gondolino
En comparación con la forcola de góndola, esta forcola es más alta y más ligera. Estas diferencias hacen que esta forcola tenga menos funciones que la góndola.
| Altura                  | Altura del pie          | Anchura del pie     |
| ----------------------- | ----------------------- | ------------------- |
| desde 62 cm hasta 67 cm | desde 23 cm hasta 25 cm | depende del remador |

##### Pupparino

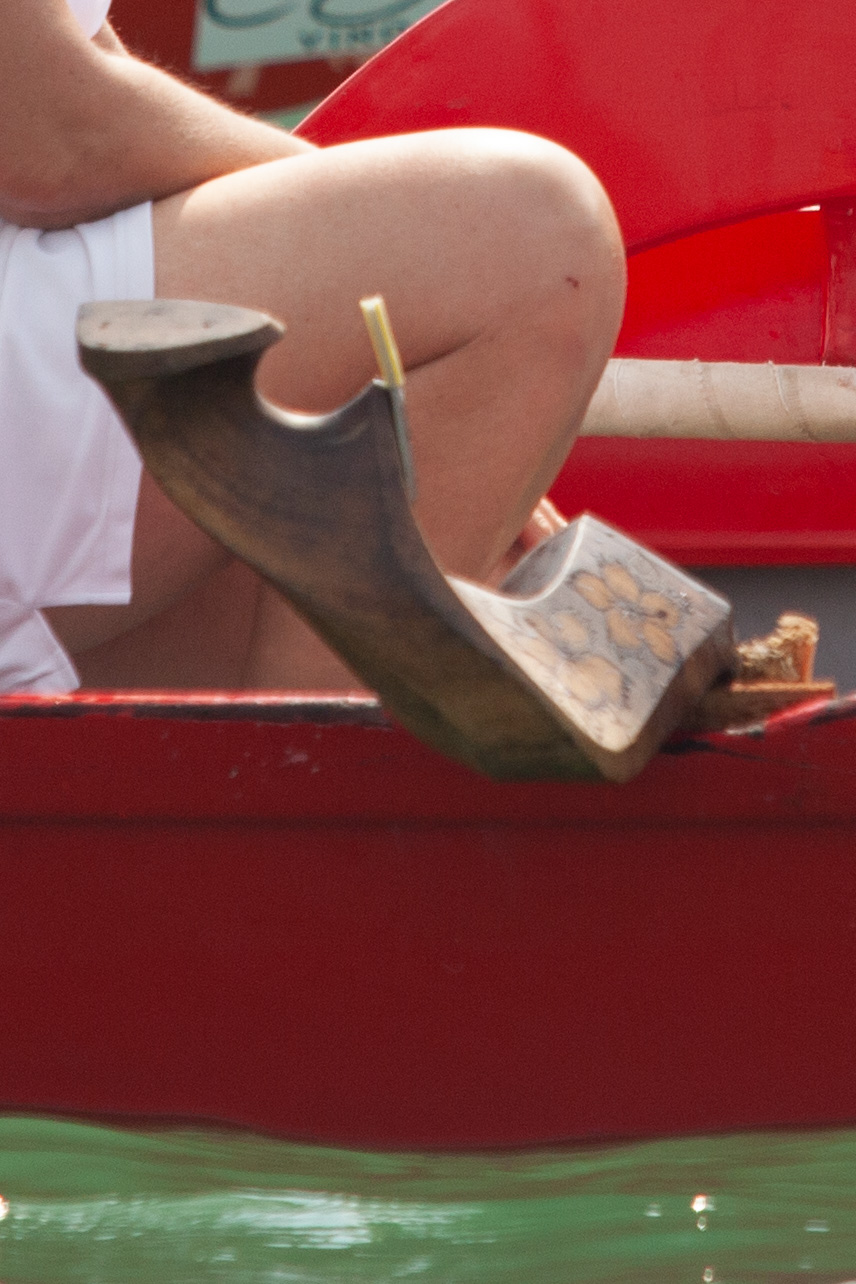
Forcola (escálamo) de proa de una mascaretta

Similar a la forcola por el gondolino, este escálamo es más bajo y más robusto. Además su forma en general es un poco más esbelta.
| Altura                  | Altura del pie  | Anchura del pie     |
| ----------------------- | --------------- | ------------------- |
| desde 58 cm hasta 62 cm | 30 cm alrededor | depende del remador |

##### Mascaretta
Esta forcola es generalmente a due morsi (traducido literalmente: de 2 mordeduras), es decir hay dos espacios para insertar el remo.
| Altura                  | Altura del pie          | Anchura del pie     |
| ----------------------- | ----------------------- | ------------------- |
| desde 38 cm hasta 40 cm | desde 23 cm hasta 25 cm | depende del remador |

##### Caorlina
También esta es una forcola a due morsi, sin embargo a diferencia de la forcola da mascaretta, es plana.
| Altura                  | Altura del pie  | Anchura del pie     |
| ----------------------- | --------------- | ------------------- |
| desde 48 cm hasta 52 cm | 30 cm alrededor | depende del remador |

##### Sandolo
Es la forcola que más se asemeja a la forcola da mascaretta (es posible remar esta tipología de forcola tanto en la mascaretta como en sandalo)
| Altura          | Altura del pie  | Anchura del pie     |
| --------------- | --------------- | ------------------- |
| 40 cm alrededor | 27 cm alrededor | depende del remador |

#### Forcole de proa

##### Gondola
Esta forcola es inclinada entre 3 cm y 6 cm y es la misma tanto para el remador de la proa como para el remador que rema en la tercera posición en la góndola de cuatro personas (en dialecto veneciano sentina).
| Altura | Altura del pie |
| ------ | -------------- |
| 11 cm  | 30 cm          |

##### Gondolino
Estéticamente una de las forcola da prua más bellas, tiene la cabeza muy lejos del barco, por lo que el brazo resulta ser muy grande.
| Altura                  | Altura del pie |
| ----------------------- | -------------- |
| desde 24 cm hasta 27 cm | 20 cm          |

##### Pupparino
Es una forcola muy difícil de construir, muy baja pero con el brazo fuera del barco.
| Altura | Altura del pie |
| ------ | -------------- |
| 17 cm  | 30 cm          |

##### Mascaretta
Parece una forcola de gondolino pero más pequeña.

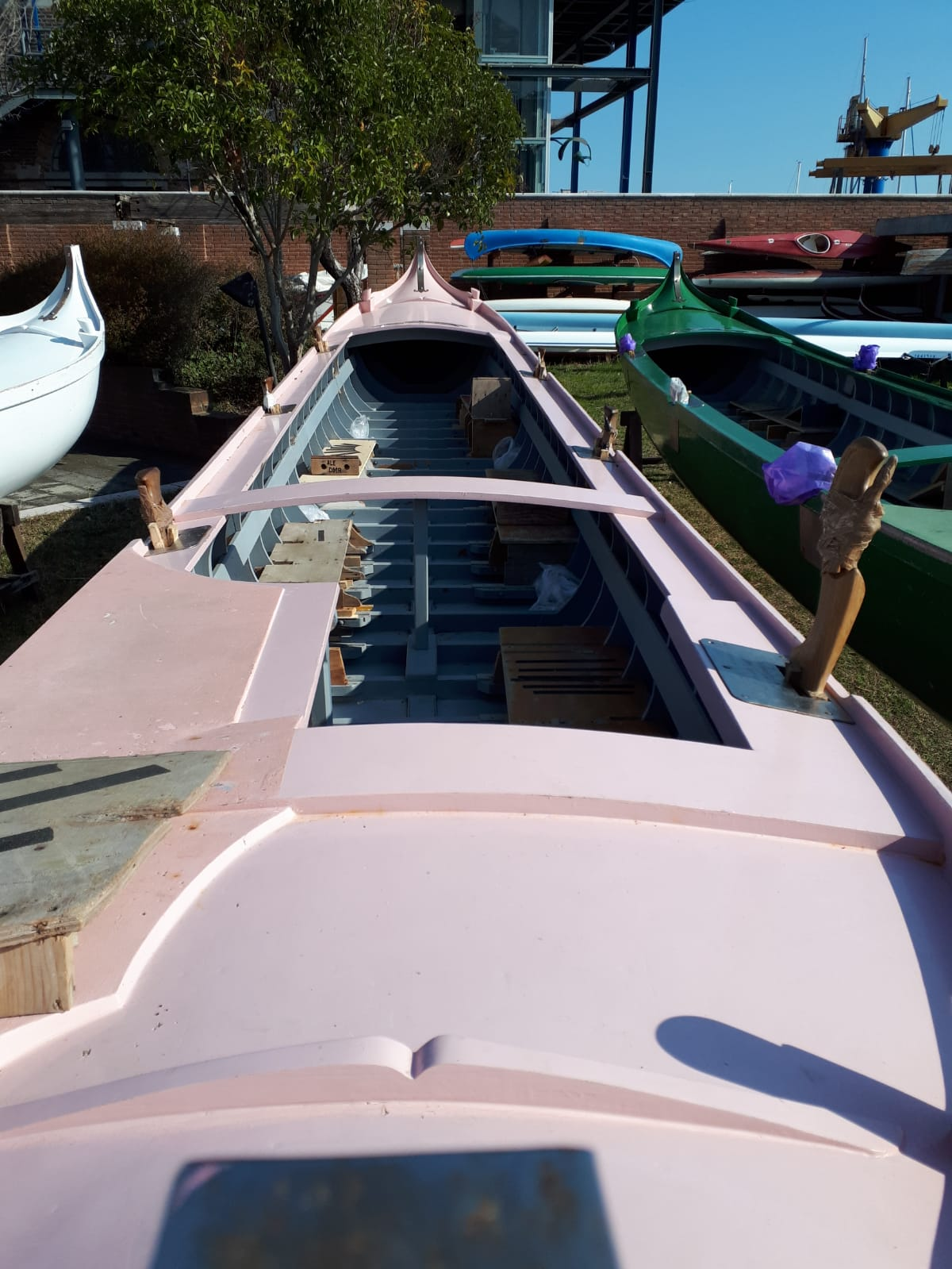
Caorlina de regata rosa, con forcole (escálamos).

| Altura                  | Altura del pie |
| ----------------------- | -------------- |
| desde 24 cm hasta 26 cm | 25 cm          |

##### Sandolo
Parece una forcola da prua de pupparino o mascaretta, pero mucho más pequeña.
| Altura                  | Altura del pie | Anchura del pie     |
| ----------------------- | -------------- | ------------------- |
| desde 30 cm hasta 32 cm | 27 cm          | depende del remador |

##### Caorlina
Una de las forcola más pequeñas. Son similares tanto la proa como la de todas las demás posiciones (sólo cambia el morso, o sea donde se inserta el remo, dependiendo de si fue construida para remar de un lado u otro). El único escálamo con diferentes medidas en la caorlina es la de popa.
| Altura | Altura del pie |
| ------ | -------------- |
| 16 cm  | 27 cm          |

#### Forcole da lai
Son las forcolas centrales y las podemos encontrar en la gondola, la caorlina o el sandolo.